# Clossiana blachieri
Clossiana blachieri är en fjärilsart som beskrevs av Hans Fruhstorfer 1909. Clossiana blachieri ingår i släktet Clossiana och familjen praktfjärilar. Inga underarter finns listade i Catalogue of Life.